# Gordon E. Sawyer
Gordon Ernest Sawyer (Santa Barbara, 27 agosto 1905 – Santa Barbara, 15 marzo 1980) è stato un montatore e sceneggiatore statunitense.
Ebbe 12 nomination e vinse 3 Premi Oscar per il sonoro. Morì a Santa Barbara il 15 marzo 1980 all'età di 74 anni, per arresto-cardiocircolatorio.